# Локхарт, Лоуренс
Лоуренс Локхарт (англ. Laurence Lockhart; 9 июля 1890, Лондон — 3 мая 1975, Баррингтон) — британский историк, специалист по истории Ирана, и фотограф, сотрудник Англо-персидской нефтяной компании. Один из авторов второго издания фундаментальной «Энциклопедии ислама».

## Биография
Локхарт провел большую часть детства в Южной Африке, где его отец работал в горнодобывающей промышленности. По возвращении в Англию для учебы в средней школе он заболел и был отправлен в Каир для выздоровления. В Каире у Локхарта появился интерес к Ближнему Востоку, здесь же он начал учиться читать, писать и говорить по-арабски. Он окончил Пемброкский колледж в Кембриджском университете в 1913 году и получил степень бакалавра искусств по истории. После этого он еще 2 года изучал арабский и персидский под руководством Эдварда Брауна и Рейнолда Николсона. Из-за травмы был освобожден от военной службы в Первой мировой войне и работал секретарем в британском Министерстве иностранных дел.
С 1919 по 1939 годы Локхарт работал на Англо-персидскую нефтяную компанию (Англо-иранская нефтяная компания с 1935 года и British Petroleum с 1954 года). С 1919 по 1926 годы Локхарт работал в Мексике, но затем был переведен в Иран ввиду его знаний персидского. В течение четырёх лет пребывания в Иране Локхарт имел возможность путешествовать в разные части Ирана и фотографировать страну. Также в этот период он написал свои первые академические статьи. В 1930 году он вернулся в Англию и параллельно со своей работой занимался исследованием истории Ирана и публикацией различных академических статей на самые разные темы. В 1935 году получил степень кандидата наук в Лондонской школе восточных и африканских исследований.
На время Второй мировой войны остановил академическую деятельность, в 1940—1944 служил в разведке британских ВВС в Северной Африке и Ближнем Востоке, затем год в исследовательском департаменте британского МИДа. Затем до 1948 года вновь работал на Англо-иранскую нефтяную компанию, после чего вернулся к академической деятельности, прожив в Кембридже с 1953 года до самой своей смерти в 1975 году. В эти годы он совершил большое количество путешествий в Иран и написал большое количество статей и прочей академической литературы. Он стал членом Королевского исторического общества. В 1960 году получил степень доктора гуманитарных наук, а в 1964 году был награжден мемориальной медалью сэра Перси Сайкса Королевского Среднеазиатского Общества. Последнее свое путешествие в Иран Лоуренс Локхарт совершил в 1971 году для участия в праздновании 2500-летия персидской монархии в Персеполисе.

## Академическая деятельность
Опублковав свои первые две статьи, являвшихся аннотированными переводами португальских и испанских источников о Надир-шахе Афшаре, в 1926 году, Локхарт в следующие 50 лет опубликовал множество различных работ, посвященных Ближнему Востоку и Ирану. Наиболее выдающимися являются «Надир-шах» (1938) и «Падение Сефевидской династии» (1958), остающиеся примерами образцовых монографий по истории Ирана.
Его труд по истории развития иранской нефтяной промышленности был использован в книге «Экономическая история Ирана» Чарльза Иссави. Локхарт также был редактором шестого тома Кембриджской истории Ирана, рассматривающей Тимуридский и Сефевидский периоды, а также первым редактором академического журнала «Иран» с 1963 по 1967 годы. В 2002 году вышла книга «Картины Ирана» с фотографиями, сделанными Локхартом во время различных путешествий в Иран.

## Избранная библиография
- Abbas Mirza / Lockhart L. // Encyclopaedia of Islam. 2nd ed :  [англ.] : in 12 vol. / edited by H. A. R. Gibb; J. H. Kramers; E. Lévi-Provençal; J. Schacht; B. Lewis & Ch. Pellat. Assisted by S. M. Stern (pp. 1—330), C. Dumont and R. M. Savory (pp. 321—1359). — Leiden : E.J. Brill, 1986. — Vol. 1. (платн.)
- Giosafat Barbaro and Ambrogio Contarini, I viaggi in Persia degli ambasciatori veneti Barbaro e Contarini, ed. Laurence Lockhart, Raimondo Morozzo dela Rocca, and Maria Francesca Tiepolo, Rome, 1973.
- Petros di Sargis Gilanents (Gilanēncʿ), The Chronicle Petros di Sarkis Gilanentz: Concerning the Afghan Invasion of Persia in 1722, the Siege of Isfahan and the Repercussions in Northern Persia, Russia, and Turkey, tr. from the Armenian by Caro Owen Minasian and annotated by Laurence Lockhart, Lisbon, 1959.
- Pierto della Valle, I viaggi di Pietro della Valle: Lettere dalla Persia, ed. Franco Gaeta, Laurence Lockhart, and Giuseppe Tucci Rome, 1972.
- Laurence Lockhart, James H. Bamberg, and Charles P. Melville, Images of Persia: Photographs by Laurence Lockhart, 1920s-1950s, Cambridge, 2002.
- «De Voulton’s Noticia» tr. with notes, BSOS 4/2, 1926, pp. 223-45.
- «Le Margne’s ‘Life of Nadir Shah» Journal of the Bihar and Orissa Research Society 12, 1926, pp. 321-33.
- «Ḥasan-i Ṣabbāḥ and the Assassins» BSOS 5/4, 1930, pp. 675-96.
- «Some Notes on Alamut» Geographical Journal 77, 1931, pp. 46-48.
- «Nādir Shāh’s Campaigns in ʿOmān, 1737—1744» BSOS 8/1, 1935, pp. 157-71.
- «The Navy of Nadir Shah» in Proceedings of the Iran Society 1, 1936, pp. 3-18; tr. Ḡolām-Ḥosayn Mirzā Ṣāleḥ, as "Niru-ye daryāʾi-e Nāder Šāh, " Bāstān-šenāsi wa tāriḵ, no. 8-9, 1990, pp. 56-66.
- «The ‘Political Testament’ of Peter the Great» The Slavonic and East European Review 14/41, 1936, pp. 438-41.
- «Persian Petroleum in Ancient and Medieval Times» in II. Cong. mondial du pétrole, Paris, 1937.
- Nadir Shah: A Critical Study Based Mainly upon Contemporary Sources, London, 1938.
- Famous Cities of Iran, Brentford, UK, 1939.
- "Iranian Petroleum in Ancient and Medieval Times, " Journal of the Institute of Petroleum Technology 25, 1939b, pp. 1-18.
- «Outline of the History of Kuwait» Journal of the Royal Central Asian Society 34, 1947, pp. 262-74.
- «Shakespeare’s Persia» Journal of the Iran Society 1, 1950, pp. 141-46.
- «The Causes of the Anglo-Persian Oil Dispute» Journal of the Royal Central Asian Society 40/2, 1953, pp. 134-50.
- «Persia as Seen by the West» in Arthur J. Arberry (ed.), The Legacy of Persia, Oxford, 1953b pp. 318-58.
- The Fall of the Ṣafavī Dynasty and the Afghan Occupation of Persia, Cambridge, 1958; reviewed by Martin B. Dickson, "The Fall of the Ṣafavī Dynasty", JAOS 82/4, 1962, pp. 503-17; tr. Esmāʿil Dawlatšāhi, as Enqerāż-e selsela-ye Ṣafawiya, Tehran, 1965.
- «The Persian Army in the Safavid Period» Isam 34, 1959a, pp. 89-98.
- "The Constitutional Laws of Persia: Outline of Their Origin and Development " Middle East Journal 13, 1959b, pp. 372-89.
- Persian Cities, London, 1960.
- «Shah Abbas’s Isfahan» in Arnold Toynbee, ed., Cities of Destiny, London, 1967, pp. 210-25.
- «The Relations between Edward I and Edward II of England and the Mongol Il-khāns of Persia» Iran 6, 1968, pp. 22-31.
- «The Emergence of the Anglo-Persian Oil Company, 1901-14,» in Charles Issawi, ed., The Economic History of Iran, 1800—1914, Chicago, 1971, pp. 316-22.
- «European Contacts with Persia, 1350—1736» in Camb. Hist. Iran VI, ed. Peter Jackson and Laurence Lockhart, Cambridge, 1986, pp. 373—411.